# Tour de France 2019 – 2. etap
2. etap kolarskiego wyścigu Tour de France 2019 odbył się 7 lipca na trasie liczącej 27,6 km. Start i meta drużynowej jazdy na czas miały miejsce w Brukseli.

## Klasyfikacja etapu
| \| Klasyfikacja etapu \| Klasyfikacja etapu \| Klasyfikacja etapu \| Klasyfikacja etapu \| Klasyfikacja etapu \| \| Kolarz \| Kolarz \| Państwo \| Drużyna \| Czas \| \| ------------------ \| --------------------- \| ------------------ \| ------------------ \| ------------------ \| \| 1. \| Team Jumbo-Visma \| \| \| 28' 57" \| \| 2. \| Ineos \| \| \| + 20" \| \| 3. \| Deceuninck-Quick Step \| \| \| + 21" \| \| 4. \| Team Sunweb \| \| \| + 26" \| \| 5. \| Katusha-Alpecin \| \| \| + 26" \| \| 6. \| EF Education First \| \| \| + 28" \| \| 7. \| CCC Team \| \| \| + 31" \| \| 8. \| Groupama-FDJ \| \| \| + 32" \| \| 9. \| Bahrain-Merida \| \| \| + 36" \| \| 10. \| Astana \| \| \| + 41" \| |                       |         |         |         |
| |                       |         |         |         |
| Źródło: ProCyclingStats |                       |         |         |         |
| Klasyfikacja etapu |                       |         |         |         |
| Kolarz | Kolarz                | Państwo | Drużyna | Czas    |
| 1. | Team Jumbo-Visma      |         |         | 28' 57" |
| 2. | Ineos                 |         |         | + 20"   |
| 3. | Deceuninck-Quick Step |         |         | + 21"   |
| 4. | Team Sunweb           |         |         | + 26"   |
| 5. | Katusha-Alpecin       |         |         | + 26"   |
| 6. | EF Education First    |         |         | + 28"   |
| 7. | CCC Team              |         |         | + 31"   |
| 8. | Groupama-FDJ          |         |         | + 32"   |
| 9. | Bahrain-Merida        |         |         | + 36"   |
| 10. | Astana                |         |         | + 41"   |

## Klasyfikacje po etapie

### Klasyfikacja generalna(Maillot Jaune)
| \| Klasyfikacja generalna \| Klasyfikacja generalna \| Klasyfikacja generalna \| Klasyfikacja generalna \| Klasyfikacja generalna \| \| Kolarz \| Kolarz \| Państwo \| Drużyna \| Czas \| \| ---------------------- \| ---------------------- \| ---------------------- \| ---------------------- \| ---------------------- \| \| 1. \| Mike Teunissen \| Holandia \| Team Jumbo-Visma \| 4h 51' 34" \| \| 2. \| Wout van Aert \| Belgia \| Team Jumbo-Visma \| + 10" \| \| 3. \| Steven Kruijswijk \| Holandia \| Team Jumbo-Visma \| + 10" \| \| 4. \| Tony Martin \| Niemcy \| Team Jumbo-Visma \| + 10" \| \| 5. \| George Bennett \| Nowa Zelandia \| Team Jumbo-Visma \| + 10" \| \| 6. \| Gianni Moscon \| Włochy \| Team Ineos \| + 30" \| \| 7. \| Egan Bernal \| Kolumbia \| Team Ineos \| + 30" \| \| 8. \| Geraint Thomas \| Wielka Brytania \| Team Ineos \| + 30" \| \| 9. \| Dylan van Baarle \| Holandia \| Team Ineos \| + 30" \| \| 10. \| Elia Viviani \| Włochy \| Deceuninck-Quick Step \| + 31" \| |                   |                 |                       |            |
| |                   |                 |                       |            |
| Źródło: ProCyclingStats |                   |                 |                       |            |
| Klasyfikacja generalna |                   |                 |                       |            |
| Kolarz | Kolarz            | Państwo         | Drużyna               | Czas       |
| 1. | Mike Teunissen    | Holandia        | Team Jumbo-Visma      | 4h 51' 34" |
| 2. | Wout van Aert     | Belgia          | Team Jumbo-Visma      | + 10"      |
| 3. | Steven Kruijswijk | Holandia        | Team Jumbo-Visma      | + 10"      |
| 4. | Tony Martin       | Niemcy          | Team Jumbo-Visma      | + 10"      |
| 5. | George Bennett    | Nowa Zelandia   | Team Jumbo-Visma      | + 10"      |
| 6. | Gianni Moscon     | Włochy          | Team Ineos            | + 30"      |
| 7. | Egan Bernal       | Kolumbia        | Team Ineos            | + 30"      |
| 8. | Geraint Thomas    | Wielka Brytania | Team Ineos            | + 30"      |
| 9. | Dylan van Baarle  | Holandia        | Team Ineos            | + 30"      |
| 10. | Elia Viviani      | Włochy          | Deceuninck-Quick Step | + 31"      |

### Klasyfikacja punktowa(Maillot Vert)
| Klasyfikacja punktowa | Klasyfikacja punktowa | Klasyfikacja punktowa | Klasyfikacja punktowa | Klasyfikacja punktowa |
| Kolarz                | Kolarz                | Państwo               | Drużyna               | Punkty                |
| --------------------- | --------------------- | --------------------- | --------------------- | --------------------- |
| 1.                    | Mike Teunissen        | Holandia              | Team Jumbo-Visma      | 50 pkt                |
| 2.                    | Peter Sagan           | Słowacja              | Bora-Hansgrohe        | 50 pkt                |
| 3.                    | Sonny Colbrelli       | Włochy                | Bahrain-Merida        | 33 pkt                |
| 4.                    | Michael Matthews      | Australia             | Team Sunweb           | 27 pkt                |
| 5.                    | Matteo Trentin        | Włochy                | Mitchelton-Scott      | 23 pkt                |
| 6.                    | Greg Van Avermaet     | Belgia                | CCC Team              | 21 pkt                |
| 7.                    | Caleb Ewan            | Australia             | Lotto-Soudal          | 20 pkt                |
| 8.                    | Giacomo Nizzolo       | Włochy                | Dimension Data        | 18 pkt                |
| 9.                    | Oliver Naesen         | Belgia                | AG2R La Mondiale      | 10 pkt                |
| 10.                   | Lukas Pöstlberger     | Austria               | Bora-Hansgrohe        | 10 pkt                |

### Klasyfikacja górska(Maillot à Pois Rouges)
| Klasyfikacja górska | Klasyfikacja górska | Klasyfikacja górska | Klasyfikacja górska | Klasyfikacja górska |
| Kolarz              | Kolarz              | Państwo             | Drużyna             | Punkty              |
| ------------------- | ------------------- | ------------------- | ------------------- | ------------------- |
| 1.                  | Greg Van Avermaet   | Belgia              | CCC Team            | 2 pkt               |
| 2.                  | Xandro Meurisse     | Belgia              | Wanty-Gobert        | 2 pkt               |

### Klasyfikacja młodzieżowa(Maillot Blanc)
| Klasyfikacja młodzieżowa | Klasyfikacja młodzieżowa | Klasyfikacja młodzieżowa | Klasyfikacja młodzieżowa | Klasyfikacja młodzieżowa |
| Kolarz                   | Kolarz                   | Państwo                  | Drużyna                  | Czas                     |
| ------------------------ | ------------------------ | ------------------------ | ------------------------ | ------------------------ |
| 1.                       | Wout van Aert            | Belgia                   | Team Jumbo-Visma         | 4h 51' 44"               |
| 2.                       | Gianni Moscon            | Włochy                   | Team Ineos               | + 20"                    |
| 3.                       | Egan Bernal              | Kolumbia                 | Team Ineos               | + 20"                    |
| 4.                       | Kasper Asgreen           | Dania                    | Deceuninck-Quick Step    | + 21"                    |
| 5.                       | Enric Mas                | Hiszpania                | Deceuninck-Quick Step    | + 21"                    |
| 6.                       | Nils Politt              | Niemcy                   | Katusha-Alpecin          | + 26"                    |
| 7.                       | Lennard Kämna            | Niemcy                   | Team Sunweb              | + 26"                    |
| 8.                       | Mads Würtz Schmidt       | Dania                    | Katusha-Alpecin          | + 26"                    |
| 9.                       | Søren Kragh Andersen     | Dania                    | Team Sunweb              | + 26"                    |
| 10.                      | David Gaudu              | Francja                  | Groupama-FDJ             | + 32"                    |

### Klasyfikacja drużynowa(Classement par Équipe)
| Klasyfikacja drużynowa | Klasyfikacja drużynowa | Klasyfikacja drużynowa | Klasyfikacja drużynowa |
| Drużyna                | Drużyna                | Państwo                | Czas                   |
| ---------------------- | ---------------------- | ---------------------- | ---------------------- |
| 1.                     | Team Jumbo-Visma       | Holandia               | 15h 04' 09"            |
| 2.                     | Ineos                  | Wielka Brytania        | + 1' 20"               |
| 3.                     | Deceuninck-Quick Step  | Belgia                 | + 1' 24"               |
| 4.                     | Team Sunweb            | Niemcy                 | + 1' 44"               |
| 5.                     | Katusha-Alpecin        | Szwajcaria             | + 1' 44"               |
| 6.                     | EF Education First     | Stany Zjednoczone      | + 1' 52"               |
| 7.                     | CCC Team               | Polska                 | + 2' 04"               |
| 8.                     | Groupama-FDJ           | Francja                | + 2' 08"               |
| 9.                     | Bahrain-Merida         | Bahrajn                | + 2' 24"               |
| 10.                    | Mitchelton-Scott       | Australia              | + 2' 44"               |